# Распределённые вычисления
Распределённые вычисления — способ решения трудоёмких вычислительных задач с использованием нескольких компьютеров, чаще всего объединённых в параллельную вычислительную систему. Распределённые вычисления применимы также в распределённых системах управления.
Последовательные вычисления в распределённых системах выполняются с учётом одновременного решения многих задач. Особенностью распределённых многопроцессорных вычислительных систем, в отличие от локальных суперкомпьютеров, является возможность неограниченного наращивания производительности за счёт масштабирования. Слабосвязанные, гетерогенные вычислительные системы с высокой степенью распределения выделяют в отдельный класс распределённых систем — грид. 

## История
Работы по распределённым вычислениям с весьма прикладной целью — для военных нужд, а именно автоматизации процессов секретной связи и обработки разведывательной информации, велись интенсивно в США с 1960-х годов. Разработкой технологий распределённых вычислений и созданием распределённых информационных систем в Соединённых Штатах по заказу Агентства по перспективным оборонным научно-исследовательским разработкам США, видов вооружённых сил и служб (агентств) в структуре Министерства обороны США занимались исследовательские подразделения компаний и университетов:
- Bolt, Beranek and Newman, Кембридж, Массачусетс;
- Computer Corporation of America, Кембридж, Массачусетс;
- Network Analysis Corporation, Глен-Коув, Лонг-Айленд;
- System Development Corporation, Санта-Моника, Калифорния;
- Стэнфордский исследовательский институт, Менло-Парк, Калифорния;
- Национальный институт стандартов и технологий, Вашингтон, округ Колумбия;
- Калифорнийский университет в Лос-Анджелесе, Калифорния;
- Агентство военной связи, Скотт, Иллинойс.

В рамках проводившихся фундаментальных исследований, НИР и ОКР, разрабатывались соответствующие программно-аппаратные комплексы под уже существующие низкоуровневые (машинно-ориентированные) языки программирования, специальное программное обеспечение с криптографической защитой и т. д.
В 1973 году Джон Шох и Джон Хапп из калифорнийского научно-исследовательского центра Xerox PARC написали программу, которая по ночам запускалась в локальную сеть PARC и заставляла работающие компьютеры выполнять вычисления.
В 1977 году в НЭТИ (НГТУ, Новосибирск) на кафедре вычислительной техники под руководством В. И. Жираткова была разработана распределённая вычислительная система из трёх ЭВМ «Минск-32» с оригинальным аппаратным и программным обеспечением, поддерживающим протоколы физического, канального и сетевого уровней, и обеспечивающим выполнение параллельных задач. Одна машина находилась на ВЦ НГТУ, а две другие — на ВЦ Института Математики СО РАН. Связь между НГТУ и ИМ СО РАН обеспечивалась по радиоканалу с использованием направленных антенн. Система тестировалась при решении оптимизационных задач в области экономики с использованием крупноблочного распараллеливания.
В 1978 году советский математик Виктор Глушков работал над проблемой макроконвейерных распределённых вычислений. Он предложил ряд принципов распределения работы между процессорами.:320 На базе этих принципов им была разработана ЭВМ ЕС-2701.
В 1988 году Арьен Ленстра и Марк Менес написали программу для факторизации длинных чисел. Для ускорения процесса программа могла запускаться на нескольких машинах, каждая из которых обрабатывала свой небольшой фрагмент.
В 1994 году Дэвидом Джиди была предложена идея по организации массового проекта распределённых вычислений, который использует компьютеры добровольцев (т. н. добровольные вычисления) — SETI@Home. Научный план проекта, который разработали Дэвид Джиди и Крейг Каснофф из Сиэтла был представлен на пятой международной конференции по биоастрономии в июле 1996 года.
В январе 1996 года стартовал проект GIMPS по поиску простых чисел Мерсенна, также используя компьютеры простых пользователей как добровольную вычислительную сеть.
28 января 1997 года стартовал конкурс RSA Data Security на решение задачи взлома методом простого перебора 56-битного ключа шифрования информации RC5. Благодаря хорошей технической и организационной подготовке проект, организованный некоммерческим сообществом distributed.net, быстро получил широкую известность.
17 мая 1999 года стартовал SETI@home на базе Grid, а в начале 2002 года завершилась разработка Калифорнийского Университета в Беркли открытой платформы BOINC (Berkeley Open Infrastructure for Network Computing), разрабатываемой с апреля 2000 года первоначально для SETI@Home, но первым на платформе BOINC стал проект Predictor@home запущенный 9 июня 2004 года.

## Управление вычислительными заданиями
Проблема распределения различных вычислительных задач в рамках распределённой системы относится к проблеме принятия решений в условиях неопределённости. Данная проблема рассматривается в теории принятия решений и в теории неопределённости.

### Распределённые операционные системы
Распределённая ОС, динамически и автоматически распределяя работы по различным машинам системы для обработки, заставляет набор сетевых машин обрабатывать информацию параллельно. Пользователь распределённой ОС, вообще говоря, не имеет сведений о том, на какой машине выполняется его работа.
Распределённая ОС существует как единая операционная система в масштабах вычислительной системы. Каждый компьютер сети, работающей под управлением распределённой ОС, выполняет часть функций этой глобальной ОС. Распределённая ОС объединяет все компьютеры сети в том смысле, что они работают в тесной кооперации друг с другом для эффективного использования всех ресурсов компьютерной сети.
В результате сетевая ОС может рассматриваться как набор операционных систем отдельных компьютеров, составляющих сеть. На разных компьютерах сети могут выполняться одинаковые или разные ОС. Например, на всех компьютерах сети может работать одна и та же ОС UNIX. Более реалистичным вариантом является сеть, в которой работают разные ОС, например, часть компьютеров работает под управлением UNIX, часть — под управлением NetWare, а остальные — под управлением Windows NT и Windows 98. Все эти операционные системы функционируют независимо друг от друга в том смысле, что каждая из них принимает независимые решения о создании и завершении своих собственных процессов и управлении локальными ресурсами. Но в любом случае операционные системы компьютеров, работающих в сети, должны включать взаимно согласованный набор коммуникационных протоколов для организации взаимодействия процессов, выполняющихся на разных компьютерах сети, и разделения ресурсов этих компьютеров между пользователями сети.
Если операционная система отдельного компьютера позволяет ему работать в сети, и может предоставлять свои ресурсы в общее пользование и/или использовать ресурсы других компьютеров сети, то такая операционная система отдельного компьютера также называется сетевой ОС.
Таким образом, термин «сетевая операционная система» используется в двух значениях: как совокупность ОС всех компьютеров сети и как операционная система отдельного компьютера, способного работать в сети. Из этого определения следует, что такие операционные системы, как, например, Windows NT, NetWare, Solaris, HP-UX, являются сетевыми, поскольку все они обладают средствами, которые позволяют их пользователям работать в сети.